# Raffaella Imbrianiová
Raffaella Imbriani, (* 24. ledna 1973 Karlsruhe, Německo) je bývalá reprezentantka Německa v judu. Po otci má italské kořeny.

## Sportovní kariéra
S judem začala v pěti letech Ettlingenu pod vedením Alfreda Palerma. Později vystřídala několik osobních trenérů, naposledy trénovala pod Stefanem Dottem.
V reprezentaci nahradila po olympijských hrách v Atlantě nevýraznou Alexu Von Schwichowou a v roce 1998 získala titul mistryně Evropy. Nikdo tehdy nepochyboval o jejím startu na olympijských hrách v Sydney v roce 2000. Jenže na mistrovství světa v roce 1999 si hned v prvním kole zvrtla koleno a na tatami se vrátila až po pěti měsících. Body pro kvalifikaci honila na poslední chvíli a nakonec jí cesta do Sydney utekla o jedno postupové místo.
V roce 2004 na sebe dávala větší pozor, kvalifikaci si pohlídala, ale i kvůli vyššímu věku nakonec olympijskou medaili nevybojovala. Ve čtvrtfinále nestačila na silové judo Číňanky Sian Tung-mej. Po olympijských hrách ukončila reprezentační kariéru.

## Výsledky
| Turnaj             | 1991           | 1992           | 1993           | 1994           | 1995           | 1996           | 1997           | 1998           | 1999           | 2000           | 2001           | 2002           | 2003           | 2004           |
| Turnaj             | 18             | 19             | 20             | 21             | 22             | 23             | 24             | 25             | 26             | 27             | 28             | 29             | 30             | 31             |
| Turnaj             | pololehká váha | pololehká váha | pololehká váha | pololehká váha | pololehká váha | pololehká váha | pololehká váha | pololehká váha | pololehká váha | pololehká váha | pololehká váha | pololehká váha | pololehká váha | pololehká váha |
| ------------------ | -------------- | -------------- | -------------- | -------------- | -------------- | -------------- | -------------- | -------------- | -------------- | -------------- | -------------- | -------------- | -------------- | -------------- |
| Olympijské hry     |                | —              |                |                |                | —              |                |                |                | —              |                |                |                | úč.            |
| Mistrovství světa  | —              |                | —              |                | —              |                | úč.            |                | úč.            |                | 2.             |                | 3.             |                |
| Mistrovství Evropy | —              | —              | —              | —              | úč.            | —              | —              | 1.             | 3.             | 5.             | úč.            | —              | úč.            | —              |
| ME juniorů         | 3.             |                |                |                |                |                |                |                |                |                |                |                |                |                |